# St. Briccius (Huntlosen)

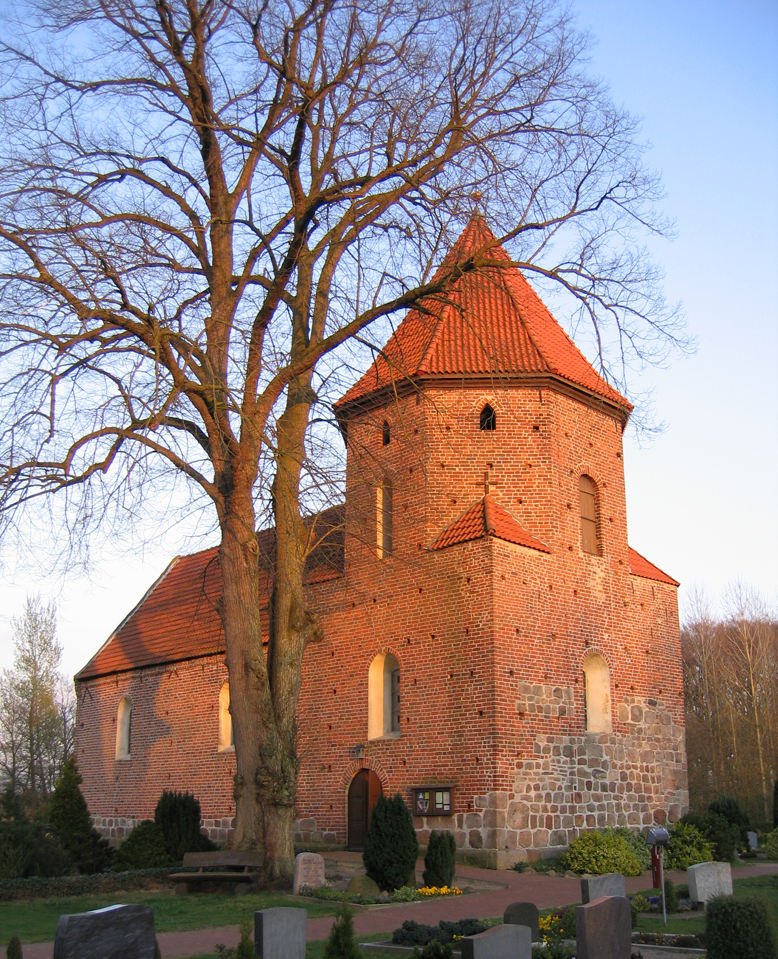
St.-Briccius-Kirche in Huntlosen

Die St.-Briccius-Kirche der Evangelischen Kirchengemeinde Huntlosen (Niedersachsen) wurde um 1250 als Wehrkirche errichtet.

## Geschichte
Sie ist Nachfolgerin einer ersten Holzkirche aus dem 9. Jahrhundert und einer Steinkirche, die hier um 1120 errichtet wurde. Ein Teil der damals für den Bau verwendeten Steine findet sich noch heute im Mauerwerk wieder. Über die Prediger seit der Reformation bis 1903 existieren ausführliche Aufzeichnungen.

## Namensgeber
Die Kirche ist nach dem heiligen Briccius benannt. Briccius (* um 370; † 444) war der vierte Bischof von Tours und Nachfolger des heiligen Martin in diesem Amt.

## Ausstattung
Bei den Renovierungsarbeiten 1991/92 wurde über dem Altar eine ca. 500 Jahre alte Deckenmalerei freigelegt. Das Gemälde zeigt eine Christusfigur, aus deren Mund Lilie und Schwert wachsen: Symbole für Reinheit und Schärfe der Worte Jesu.
Die Christusfigur am Kreuz hinter dem Altar wurde um 1450 von einem unbekannten Künstler gefertigt. Sie hing ursprünglich an einer Wand im Turm, der bis Ende des 17. Jahrhunderts als Baptisterium diente. Durch die einstürzende Gewölbedecke des Turms wurde der dort vorhandene Taufstein um 1660 zerstört. Das Kruzifix war abgehängt und im Landesmuseum Oldenburg untergebracht worden und gelangte erst nach 1945 wieder in die Huntloser Kirche zurück. Das inzwischen hinter dem Altar entstandene Fenster wurde wieder zugemauert, damit die Christusfigur dort ihren Platz erhalten konnte.
Der Taufstein aus dem Jahr 1680 ist ein Geschenk des katholischen Fürstbischofs von Münster, Ferdinand II. von Fürstenberg, die Kanzel entstand vermutlich in der Mitte des 18. Jahrhunderts.

### Orgel
Die Orgel wurde 1855 von dem Orgelbauer Johann Claussen Schmid erbaut und ist weitgehend original erhalten. Das Instrument hat sieben Register auf einem Manual (Principal 8′, Gedackt 8′, Oktave 4′, Flöte 4′, Oktave 2′; Umfang: C–f3) und Pedal (Subbass 16′, Violon 8′; Umfang: C–c1).
Das Pedal ist an das Manualwerk koppelbar.

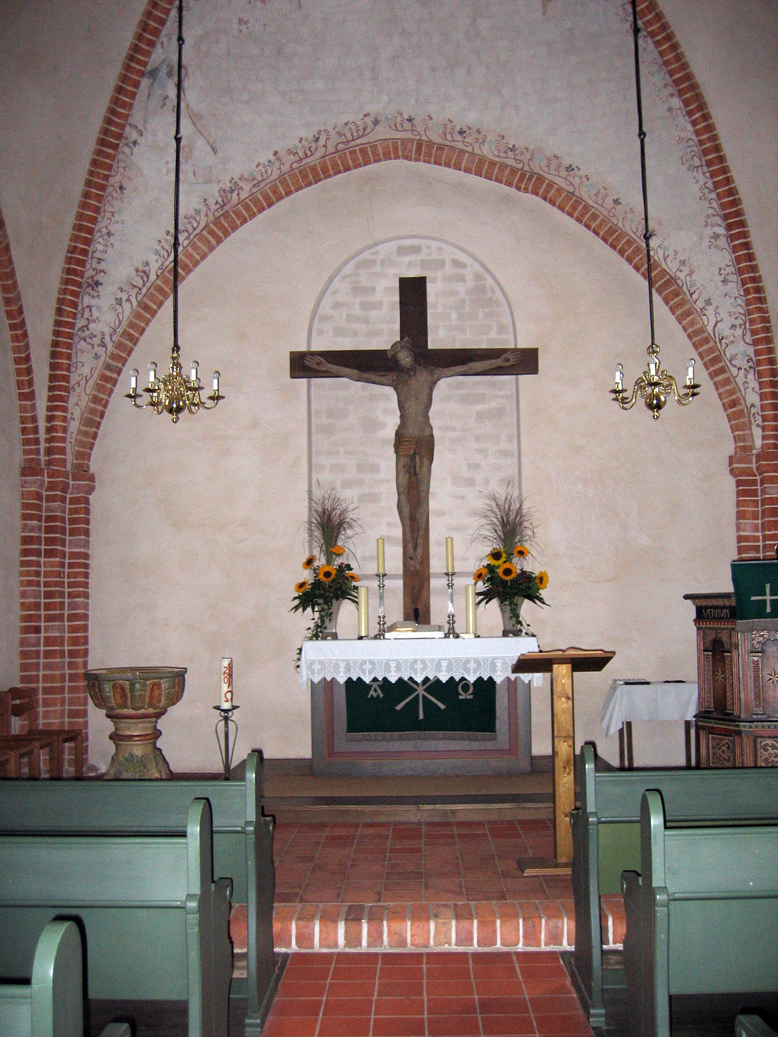
Altar
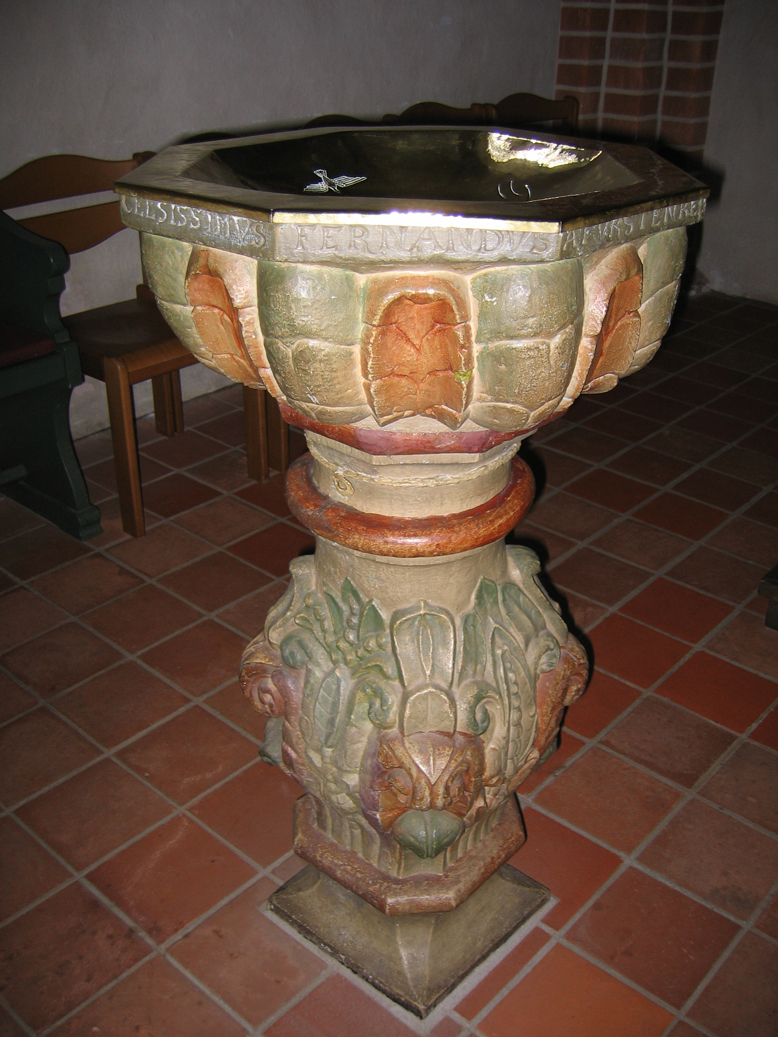
Taufstein
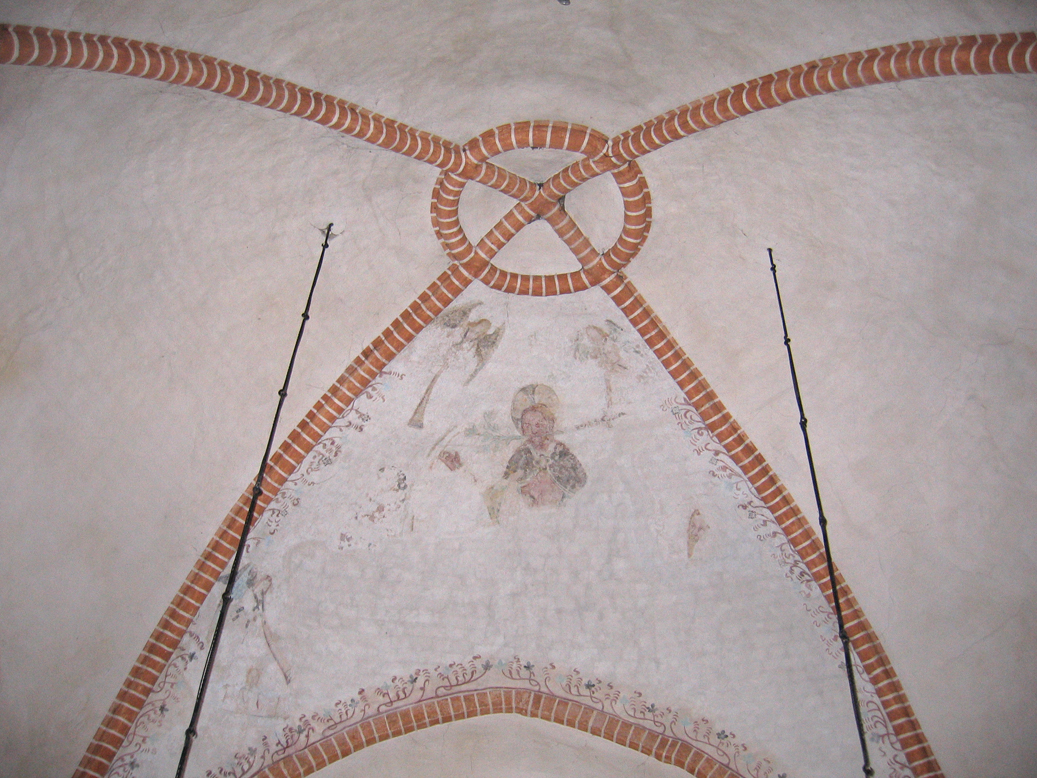
Deckengemälde
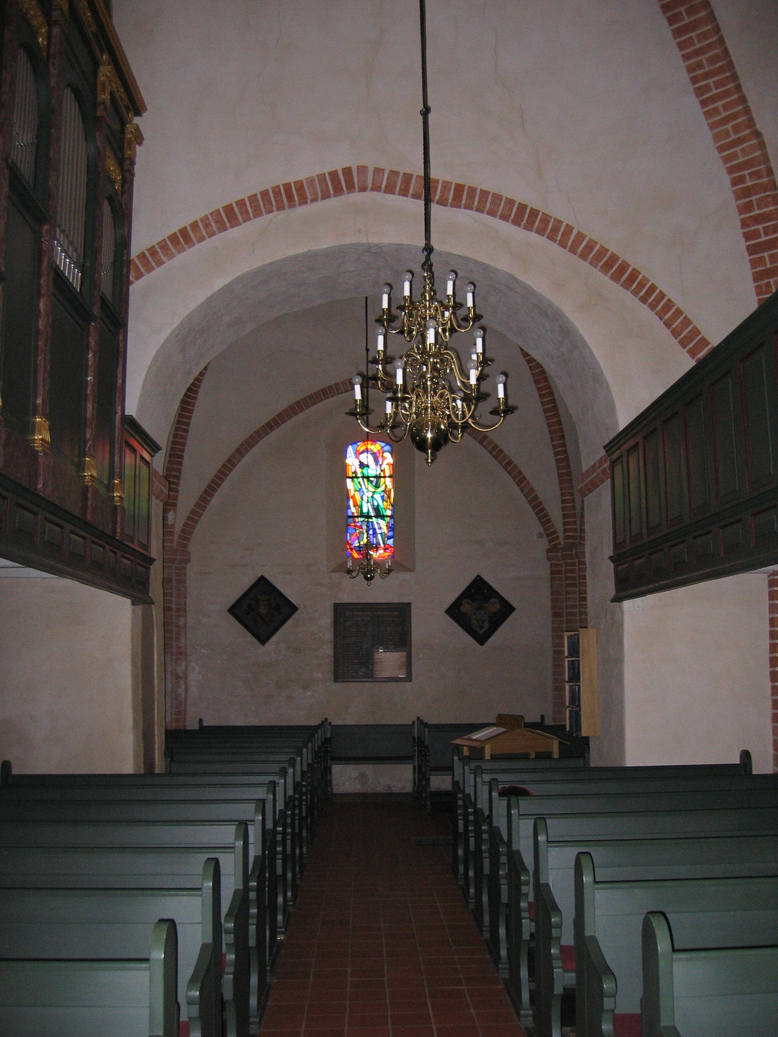
Westseite

## Glocken
Die Glockenstube befindet sich in dem oben achteckigen Turm der Kirche.
Das Geläut besteht aus drei alten Glocken:
• Glocke von 1509, Durchmesser 1,14 m, Gießer Johannes Frese

• Glocke von 1644, Durchmesser 1,00 m, Gießer Antonius Paris

• Glocke von 1530, Durchmesser 0,64 m, Gießer Johannes von Cappeln
Hörproben werden unter youtube angeboten.

## Verwaltung
Die Kirchengemeinde unterhält für den unmittelbaren örtlichen Kontakt gemeinsam mit Nachbargemeinden ein Kirchenbüro in Huntlosen. Weitergehende Funktionen nimmt die Regionale Dienststelle des Kirchenkreises Delmenhorst/Oldenburg-Land mit Sitz in Delmenhorst wahr.